# Bela III

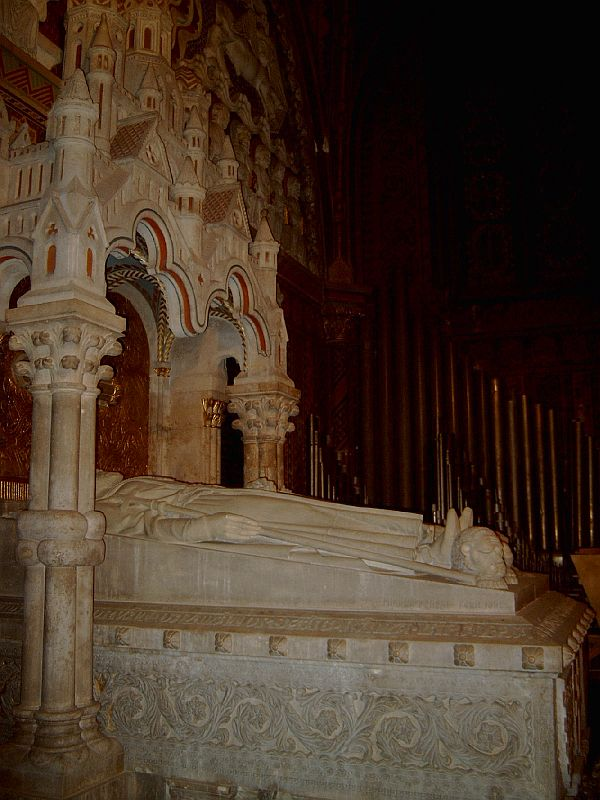
Grobowiec Beli III

Bela III (węg. III. Béla; ur. 1148, zm. 23 kwietnia 1196) – król Węgier i Chorwacji w latach 1172–1196 z dynastii Arpadów.

## Życiorys
Był synem króla Gejzy II i księżniczki ruskiej Eufrozyny, córki księcia Mścisława I.
W roku 1161 jego ojciec nadał mu tytuł księcia Chorwacji. Nadanie to po śmierci ojca 31 maja 1162 roku potwierdził brat Beli, król Stefan III. W roku 1164 na podstawie postanowień traktatu między Stefanem III a cesarzem bizantyjskim Manuelem I Komnenem, Bela został wysłany na nauki do Konstantynopola. Cesarz Manuel, który nie miał ślubnych synów, planował ożenić Belę ze swoją córką – Marią Komneną i uczynić go swoim następcą. Zaręczyny miały miejsce w 1163 roku. Bela otrzymał greckie imię Aleksy. W 1166 roku urodził się jednak Aleksy – syn Manuela I i jego drugiej żony, Marii z Antiochii, a zaręczyny Beli zerwano. Manuel zaaranżował małżeństwo Beli z Agnieszką z Châtillon, przyrodnią siostrą Marii z Antiochii, i tak on i Bela zostali szwagrami.
4 marca 1172 roku zmarł bezdzietnie brat Beli – Stefan III, a Bela zastąpił go na tronie Węgier. Jego matka Eufrozyna i niektórzy baronowie woleli jednak widzieć na tronie jego młodszego brata, Gejzę. Bela porozumiał się z Manuelem I, który dostarczył mu pieniędzy w zamian za obietnicę, że Bela nie zaatakuje Bizancjum za życia cesarza i jego syna. Kiedy Bela przybył na Węgry, Lukas, arcybiskup Ostrzyhomia odmówił koronowania go, Bela napisał do papieża Aleksandra III i ten wyznaczył arcybiskupa Kalocsa. Drugi arcybiskup koronował Belę 13 stycznia 1173 roku. Po koronacji Bela aresztował brata, ale Gejzie udało się uciec do Austrii. Bela razem z księciem Czech zaatakował Austrię, która nie wydała mu Gejzy. Jednak Czesi ujęli Gejzę przy próbie jego przedostania się do Niemiec.
W czasie swego panowania umocnił pozycję Węgier odzyskując Slawonię. Wraz z wielkim żupanem Serbii Stefanem Nemania zdobył Belgrad i Nisz. Przeprowadził skutecznie reformę urzędów państwowych i usprawnił system ściągania podatków co według spisu z 1186 roku zapewniło dochód roczny 160 000 grzywien srebra. Dzięki temu Bela był jednym z najbogatszych władców europejskich. Zbudował również pałac królewski w Ostrzyhomiu oraz sprowadził na Węgry zakon cystersów. Za czasów jego panowania został zbudowany również pałac w Ostrzyhomiu.
Pochowany został w katedrze w Székesfehérvár. 12 grudnia 1848 roku odkryto jego grób wraz z grobem małżonki. W październiku 1898 szczątki przeniesiono do kościoła Macieja w Budapeszcie, gdzie odbył się uroczysty, powtórny pogrzeb pary królewskiej.

## Przodkowie
| 4. Bela II Ślepy     |  |              |  |  |             |
|                      |  | 2. Gejza II  |  |  |             |
| 5. Helena            |  |              |  |  |             |
|                      |  |              |  |  | 1. Bela III |
| 6. Mścisław I Harald |  |              |  |  |             |
|                      |  | 3. Eufrozyna |  |  |             |
| 7. NN                |  |              |  |  |             |
|                      |  |              |  |  |             |

## Żony i potomstwo
Około 1170 roku ożenił się z Agnieszką de Châtillon (1154–1184), córką Renalda z Châtillon i Konstancji z Antiochii. Ich ślub miał miejsce w 1172 roku. Mieli sześcioro dzieci: 
1. Emeryk Arpadowicz (1174–1204), król Węgier w latach 1174–1204 (koronowany w 1182 roku);
2. Małgorzata Węgierska (1175–1223), poślubiła cesarza Izaaka II Angelosa, a następnie Bonifacego de Montferrat;
3. Andrzej II (1176–1235), król Węgier w latach 1205–1235;
4. Salamon (zmarł w dzieciństwie);
5. István (zmarł w dzieciństwie);
6. Konstancja (ur. ok. 1180 roku lub w 1181–1240), poślubiła króla Czech Przemysła Ottokara I.

- Małgorzata (córka króla Francji Ludwika VII Młodego i jego drugiej żony Konstancji Kastylijskiej). Ich ślub miał miejsce w 1186 roku. Małgorzata była wdową po Henryku Młodym Królu. Nie mieli potomstwa.